# Calligonum muravljanskyi
Calligonum muravljanskyi är en slideväxtart som beskrevs av Nikolai Vasilievich Pavlov. Calligonum muravljanskyi ingår i släktet Calligonum och familjen slideväxter. Inga underarter finns listade i Catalogue of Life.